# Arctocephalus australis
Arctocephalus australis — вид тварин родини Отарієвих. Країни поширення: Аргентина, Бразилія, Чилі, Фолклендські острови, Перу, Уругвай, Колумбія.

## Опис
Дорослі самці приблизно 190 см в довжину й 150 — 200 кг вагою. Їх забарвлення чорнувато-сіре з довгим волоссям на шиї та плечах. Дорослі самиці приблизно 143 см в довжину й 30 — 60 кг вагою. Їх забарвлення сірувато-чорне зверху, знизу світліше. Тварини з Південної Америки більші ніж з Фолклендських островів. Більшість самиць народжує перший разу віці 4 роки. Статева зрілість самців настає у 7-річному віці. Загальний період вагітності: 11,75 днів. Новонароджені є 60—65 см довжиною і вагою 3,5—5,5 кг. Цуценята відлучаються від годування молоком у віці від 8 місяців до 2 років. Тривалість життя приблизно 30 років. Об'єктами живлення є риби, головоногі молюски, ракоподібні.